# Harry Babasin
Harry Babasin (* 19. März 1921 in Dallas, Texas; † 21. Mai 1988 in Los Angeles) war ein US-amerikanischer Jazzmusiker (Kontrabass und Cello).

## Leben und Wirken
Babasin wuchs in Vernon (Texas) auf, wo sein Vater Yervant Harry Babasinian Zahnarzt und seine Mutter Minnette Lehrerin an einer Public School waren. Bereits als Kind erhielt er Unterricht durch seine Mutter und spielte zahlreiche Instrumente, wie Fagott, Kontrabass, Cello und Klarinette. Er besuchte zunächst für kurze Zeit das Agricultural and Mechanical College of Texas (später Texas A&M University), bevor er zum North State Teachers College in Denton wechselte, wo er erstmals mit Jazzmusik in Berührung kam. Mit seinem Freund Herb Ellis trat er in lokalen Konzerten auf; 1942 wurden die beiden Musiker Mitglied im Orchester von Harry Fisk. Wenig später spielte Babasin bei Jimmy Joy im Mittelwesten der USA, 1943 bei Bob Strong in New York City.
Dort arbeitete Babasin in den 1940er-Jahren mit Gene Krupa, Boyd Raeburn (Boyd Meets Stravinsky) und bei Charlie Barnet, mit dem er nach Kalifornien ging, wo er erneut mit Raeburn, dann auch mit Benny Goodman und 1948 bei Woody Herman and His Orchestra spielte. In den 1950er-Jahren arbeitete er vorwiegend in Hollywood für Radio, Fernseh- und Filmproduktionen. 1956 gründete er die Jazzcombo Jazzpickers; 1959 war er kurz bei Harry James, um dann wieder bei Charlie Barnet und mit Phil Moody (1963) zu spielen.
Babasin war der erste, der die pizzicato-Spielweise auf dem Jazzcello bei einer Plattenaufnahme anwandte (mit Dodo Marmarosa, 3. Dezember 1947). Diese Technik wurde daraufhin von seinem Kollegen Oscar Pettiford übernommen. Babasin wirkte 1952 an der Inglewood Jam-Session von Charlie Parker und Chet Baker mit und machte außerdem Platteneinspielungen mit Laurindo Almeida (Brazillliance), Bob Enevoldsen, Herbie Harper, Barney Kessel, Lou Levy, Bud Shank, Lucky Thompson und Sonny Criss und spielte Cello-Duette mit Oscar Pettiford. Er wirkte bei dem Film A Song Is Born von Howard Hawks (1948) mit. 1954 gründete er das kurzlebige Plattenlabel Nocturne Records, auf dem Musik u. a. von Bob Enevoldsen, Virgil Gonsalves, Herbie Harper, Bud Shank, Lou Levy und Earl Hines erschien und dessen Aufnahmen von seinem Sohn Von Babasin 1998 wiederveröffentlicht wurden.
In den 1960er-Jahren arbeitete Babasin wieder mit Barnet zusammen und begleitete Bob Hope. 1974 wirkte er an der Gründung des Archivs Los Angeles Theaseum mit, das auf die Konservierung und Archivierung historischer Aufnahmen spezialisiert war. Seine letzte Tournee unternahm er an der Seite des Pianisten John Banister (von dem er auch den Spitznamen the bear hatte) im Jahr 1985.

## Diskografische Hinweise
- Benny Goodman: The Complete 1947-1949 Small Group Sessions (Blue Moon)
- Boyd Raeburn: Boyd Meets Stravinski (Savoy, 1945–47)
- Sonny Criss: California Boppin’ (Fresh Sound Records, 1947)
- Jimmy Giuffre: Trios Live (enthält von Harry Babasin & His Orchestra die Stücke: Four Brothers, When You’re Smiling (Januar 1948) mit Hal McKusick, Jimmy Giuffre)
- Dexter Gordon & Wardell Gray: All Stars - The Hunt  (Savoiy, 1947)
- Charlie Parker, Chet Baker: Inglewood Jam (Fresh Sound, 1952)
- Pete Rugolo: Adventures in Rhythm, Introducing Pete Rugolo, Rugolomania (alle Fresh Sound Rec., 1954)
- Bud Shank: Jazz in Hollywood (OJC, 1954)